# John Sleight
John Sleight est un riche négociant d'esclaves de Saint-Louis, dans la colonie du Sénégal, qui fut élu député du Sénégal en 1851 à la démission de Barthélémy Durand Valantin. Cependant, il était mulâtre, et en outre né d'un père anglais à Bathurst (Gambie). Son éligibilité a été contestée et, avant son admission définitive, le poste a été supprimé par Napoléon III.